# パスツール効果
パスツール効果（パスツールこうか、英: Pasteur effect）とは、酸素による、発酵の阻害効果のことである。

## 発見
この効果は、1857年、ルイ・パスツールにより、イーストの培養液に通気を行うと、イーストの増殖が増大する一方で、発酵の速度が低下するという知見から見い出された。

## 説明
この効果は以下のように説明できる。
イーストは通性嫌気性菌であるため、二つの異なる代謝経路でエネルギーを産生することができる。酸素濃度が低い際には、解糖系の産物（ピルビン酸）がエタノールと二酸化炭素に変換され、1分子のグルコースから2分子のATPが生成される（エネルギー生成効率は低い）。酸素濃度が増加すると、ピルビン酸は、クエン酸回路に利用されるアセチルCoAに変換され、1分子のグルコースから38分子のATPが生成される。
上記に示した様に、嫌気性の環境において、グルコースはより速く代謝されるが、生成されるATPの量は少ない。好気性の環境にさらされると、ATP産生は増加し、生成されたATPが、解糖系における第三の酵素であるホスホフルクトキナーゼ1のアロステリック阻害剤として働くため、解糖系の割合は低下する。
このため、ATP産生の観点から、イーストにとっては、好気的な環境下でクエン酸回路が働くことが、より少ないグルコースから多くのATPを得られるという利点となる。

## 実用上の意義
イーストをバイオマスとして増殖させる際には培養液を通気し、好気的な条件で培養を行うが、イーストをアルコールの生産に用いる際には、すべての過程で、嫌気的な環境が保たれている。